# Aspi
ASPI is een Italiaans historisch merk van hulpmotoren en motorfietsen.
De bedrijfsnaam was: Società Attrezzature Servizi Pubblici Industriali.
ASPI begon in 1945 met de productie van een bijzondere clip-on motor, die geen versnellingen had, maar via een meerschijfskoppeling een fiets kon aandrijven. De inbouw onder de pedalen gebeurde met behulp van een elastisch systeem, waardoor de motortrillingen verminderd werden doorgegeven aan het rijwielgedeelte. Deze Cab-Motor werd tot 1951 ongewijzigd geleverd.
In 1947 ontwikkelde ingenieur Salvatore Nacci opnieuw een bijzonder motorblok. Dit was een 125cc-tweetakt-boxermotor. Zelden was een dergelijke kleine boxermotor gemaakt, maar de machine had nog meer moderne oplossingen. Zo was het al een blokmotor met een voetgeschakelde vierversnellingsbak en cardanaandrijving. In 1949 maakte men twee nieuwe versies van deze motor, een 125- en een 175cc-exemplaar, die nu zelfs roterende inlaten hadden. Het schakelen gebeurde nu via een twist grip aan het stuur. Of deze motorfietsen ooit in productie zijn gegaan is niet bekend, maar ook niet waarschijnlijk, want een dergelijke constructie was erg duur voor een lichte machine.